# Estación de Sete Rios
La estación de tren de Sete Rios, en español estación de Siete Ríos, es una estación de la línea de cintura en la ciudad de Lisboa, Portugal.

## Descripción
Esta estación es accesible desde la calle Profesor Lima Bastos, en Lisboa. Tiene cuatro vías, de entre 243 y 447 metros de largo, y sus andenes son de entre 239 y 260 metros de longitud y 90 cm de altura.

## Servicios

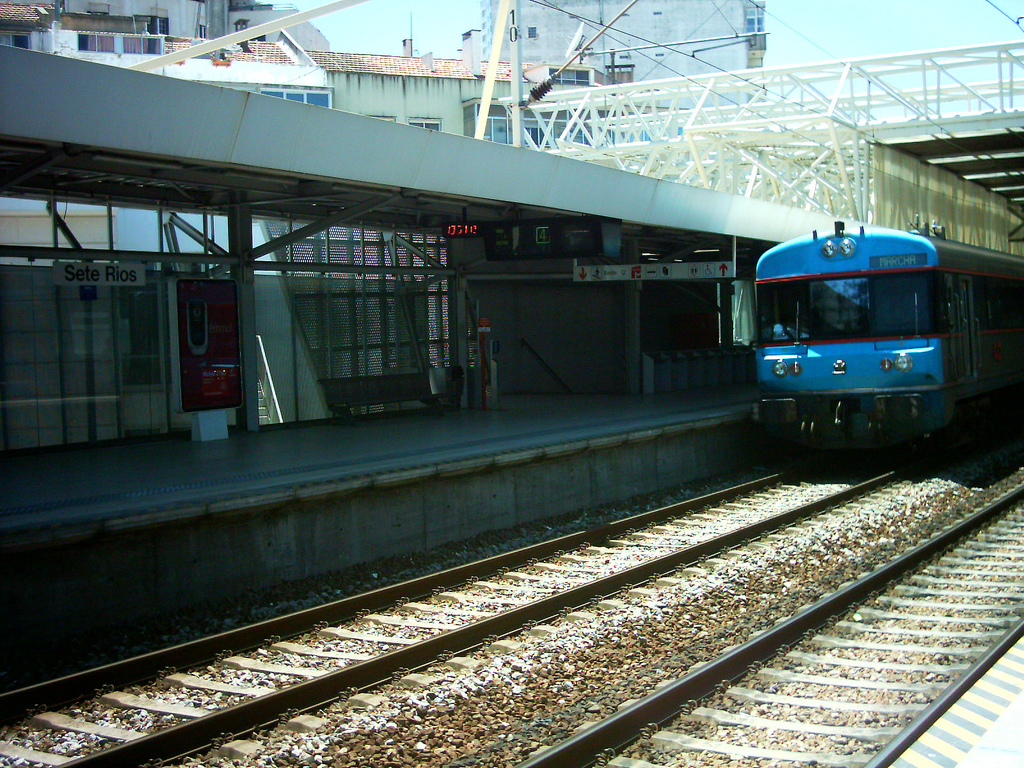
Automotor de la Serie 0450, en la estación de Sete Rios.

### Comboios de Potugal
| Servicios                                                            | Municipios Servidos |
| -------------------------------------------------------------------- | --- |
| CP Longo Curso Intercidades CP Largo Recorrido                       | Almada, Palmela, Vendas Novas, Montemor-o-Novo, Évora, Alvito, Cuba, Grândola, Ourique, Odemira, Silves, Albufeira, Loulé e Faro                                                 |
| CP Regional InterRegional e Regional CP Regionales                   | Lisboa, Sintra, Mafra, Torres Vedras, Bombarral, Óbidos, Caldas da Rainha, Nazaré, Alcobaça, Marinha Grande, Leiría, Pombal, Figueira da Foz, Soure, Montemor-o-Velho y Coímbra. |
| CP Urbano - Linha de Sintra CP Urbanos de Lisboa Línea de Sintra     | Lisboa, Amadora, Oeiras e Sintra |
| CP Urbano - Linha de Azambuja CP Urbanos de Lisboa Línea de Azambuja | Lisboa, Loures e Vila Franca de Xira |
| Fertagus                                                             | Almada, Seixal, Barreiro, Palmela e Setúbal |

### Otros Servicios
- Autobuses urbanos - Carris
- Autobuses de largo recorrido - Rede Nacional de Expressos
- Línea Azul (Metro de Lisboa)

## Historia
Esta estación se encuentra en la sección original de la línea de Cintura, entre Benfica y Santa Apolonia, que entró en servicio el 20 de mayo de 1888,  la Companhia Real dos Caminhos de Ferro Portugueses. 